# Superliga Brasileira de Voleibol Feminino de 2021 - Série B
A Superliga Brasileira de Voleibol Feminino de 2021 - Série B será a oitava edição desta competição organizada pela Confederação Brasileira de Voleibol através da Unidade de Competições Nacionais. Trata-se da segunda divisão do Campeonato Brasileiro de Voleibol Feminino, a principal competição entre clubes de voleibol feminino do Brasil. Participaram do torneio oito equipes provenientes de cinco estados brasileiros. 
As duas equipes finalistas garantem acesso à elite do voleibol brasileiro na temporada 2021/2022. No caso do descenso, as duas últimas colocadas serão rebaixadas para a Superliga Série C 2022.

## Formato de disputa
A competição será disputada em 2 (dois) Grand Prix, sendo um Classificatório e outro Final, realizado cada Grand Prix em sede única.
A fase Grand Prix Classificatório da competição é disputada por oito equipes divididas em 2 (dois) grupos A e B e será disputado em sistema de todos contra todos, dentro de cada grupo, em três fases classificatórias. Os primeiros colocados se classificam para as semifinais e finais, que será realizado em jogos únicos.
A fase do Grand Prix Final  será realizado com as 8 equipes participantes do Grand Prix Classificatório. As equipes serão divididas em 2 (dois) grupos A e B e serão elencadas de acordo com o índice técnico obtido no Grand Prix Classificatório, em três fases classificatórias. Os primeiros colocados se classificam para as semifinais e finais, que será realizado em jogos únicos.
A classificação final de 1º ao 8º lugares, será definida de acordo com o índice técnico do Grand Prix final. Sendo os dois melhores garantem o acesso a Superliga A 2022 e as duas piores serão rebaixadas para a Superliga C 2022.
Os sets do torneio são disputados até 25 pontos com a diferença mínima de dois pontos (com exceção do quinto set, vencido pela equipe que fizer 15 pontos com pelo menos dois de diferença). A partir deste ano não ocorrerão mais as paradas técnicas no 8º e no 16º pontos da equipe que primeiro os alcançou, conforme nova determinação da FIVB.

## Equipes participantes
Oito equipes disputam o título e acesso da Superliga Feminina de Série B 2021. São elas:
| Equipe                   | Cidade         | Última participação | Temporada 2020             |
| ------------------------ | -------------- | ------------------- | -------------------------- |
| SESC/Flamengo Rio Sub-21 | Rio de Janeiro | estreante           | não disputou               |
| Minas Náutico            | Belo Horizonte | estreante           | 1º Colocado na Superliga C |
| Bradesco Esportes        | Osasco         | 2020                | 3º Colocado na Superliga B |
| Bluvôlei/Furb/SME        | Blumenau       | 2020                | 5º Colocado na Superliga B |
| Amavôlei Maringá         | Maringá        | 2018                | 2º Colocado na Superliga C |
| Renata/CC Valinhos       | Valinhos       | 2019                | não disputou               |
| Itajaí Vôlei             | Itajaí         | 2020                | 2º Colocado na Superliga B |
| FEAC/AFV Franca          | Franca         | 2020                | 6º Colocado na Superliga B |

## Grand Prix Classificatório
As oito equipes participantes formam dois grupo e jogam no sistema de todos contra todos em cada grupo, sendo classificada automaticamente para a semifinal a primeira e segunda colocada de cada grupo.
Os jogos serão realizados na cidade de Maringá, estado do Paraná, tendo como local o tradicional Ginásio Chico Neto.

### Classificação
- Vitória por 3 sets a 0 ou 3 a 1: 3 pontos para o vencedor;
- Vitória por 3 sets a 2: 2 pontos para o vencedor e 1 ponto para o perdedor.
- Não comparecimento, a equipe perde 2 pontos.
- Em caso de igualdade por pontos, os seguintes critérios servem como desempate: número de vitórias, razão de sets e razão de ralis.

|  |                                  |
|  | Classificado para as semifinais. |

### Grupo A
|     |                          |     | Jogos | Jogos | Jogos | Resultados | Resultados | Resultados | Resultados | Resultados | Resultados | Sets | Sets | Sets  | Pontos | Pontos | Pontos |
| Pos | Equipe                   | Pts | T     | V     | D     | 3–0        | 3–1        | 3–2        | 2–3        | 1–3        | 0–3        | V    | P    | R     | V      | P      | R      |
| --- | ------------------------ | --- | ----- | ----- | ----- | ---------- | ---------- | ---------- | ---------- | ---------- | ---------- | ---- | ---- | ----- | ------ | ------ | ------ |
| 1   | Bluvôlei/Furb/SME        | 7   | 3     | 2     | 1     | 2          | 0          | 0          | 1          | 0          | 0          | 8    | 3    | 2.667 | 248    | 158    | 1.570  |
| 2   | SESC/Flamengo Rio Sub-21 | 6   | 3     | 2     | 1     | 0          | 1          | 1          | 1          | 0          | 0          | 8    | 6    | 1.333 | 281    | 289    | 0.972  |
| 3   | Minas Náutico            | 5   | 3     | 2     | 1     | 0          | 1          | 1          | 0          | 0          | 1          | 6    | 6    | 1,000 | 253    | 268    | 0.944  |
| 4   | Bradesco Esportes        | 0   | 3     | 0     | 3     | 0          | 0          | 0          | 0          | 2          | 1          | 2    | 9    | 0.222 | 208    | 275    | 0.756  |

#### 1ª Rodada
| Data   | Hora  |                          | Placar |                      | Set 1 | Set 2 | Set 3 | Set 4 | Set 5 | Total  | Relatório |
| ------ | ----- | ------------------------ | ------ | -------------------- | ----- | ----- | ----- | ----- | ----- | ------ | --------- |
| 22 fev | 16:00 | SESC/Flamengo Rio Sub-21 | 2–3    | ' Minas Náutico'     | 18–25 | 25–19 | 25–23 | 25-27 | 11-15 | 104–67 | 104–109   |
| 22 fev | 18:00 | Bradesco Esportes        | 0–3    | ' Bluvôlei/Furb/SME' | 10–25 | 13–25 | 14–25 |       |       | 37–75  | 37-75     |

#### 2ª Rodada
| Data   | Hora  |                          | Placar |                   | Set 1 | Set 2 | Set 3 | Set 4 | Set 5 | Total  | Relatório |
| ------ | ----- | ------------------------ | ------ | ----------------- | ----- | ----- | ----- | ----- | ----- | ------ | --------- |
| 23 fev | 16:00 | SESC/Flamengo Rio Sub-21 | 3–2    | Bluvôlei/Furb/SME | 25–21 | 21–25 | 14–25 | 25–16 | 15–11 | 100–98 | 100–98    |
| 23 fev | 18:00 | Bradesco Esportes        | 1–3    | ' Minas Náutico'  | 22–25 | 24–26 | 26–24 | 17-25 |       | 89–75  | 89–100    |

#### 3ª Rodada
| Data   | Hora  |                          | Placar |                   | Set 1 | Set 2 | Set 3 | Set 4 | Set 5 | Total | Relatório |
| ------ | ----- | ------------------------ | ------ | ----------------- | ----- | ----- | ----- | ----- | ----- | ----- | --------- |
| 24 fev | 10:00 | SESC/Flamengo Rio Sub-21 | 3–1    | Bradesco Esportes | 27-25 | 23-25 | 25-19 | 25-13 |       | 100–0 | 100-82    |
| 24 fev | 14:00 | Bluvôlei/Furb/SME        | 3–0    | Minas Náutico     | 25-13 | 25-16 | 25-15 |       |       | 75–0  | 75-44     |

### Grupo B
|     |                    |     | Jogos | Jogos | Jogos | Resultados | Resultados | Resultados | Resultados | Resultados | Resultados | Sets | Sets | Sets  | Pontos | Pontos | Pontos |
| Pos | Equipe             | Pts | T     | V     | D     | 3–0        | 3–1        | 3–2        | 2–3        | 1–3        | 0–3        | V    | P    | R     | V      | P      | R      |
| --- | ------------------ | --- | ----- | ----- | ----- | ---------- | ---------- | ---------- | ---------- | ---------- | ---------- | ---- | ---- | ----- | ------ | ------ | ------ |
| 1   | Renata/CC Valinhos | 6   | 2     | 2     | 0     | 1          | 1          | 0          | 0          | 0          | 0          | 6    | 1    | 6,000 | 171    | 149    | 1.148  |
| 2   | Amavôlei Maringá   | 3   | 2     | 1     | 1     | 0          | 1          | 0          | 0          | 1          | 0          | 4    | 4    | 1,000 | 195    | 187    | 1.043  |
| 3   | FEAC/AFV Franca    | 0   | 2     | 0     | 2     | 0          | 0          | 0          | 0          | 1          | 1          | 1    | 6    | 0.167 | 145    | 175    | 0.829  |
| 4   | Itajaí Vôlei       | 0   | 0     | 0     | 0     | 0          | 0          | 0          | 0          | 0          | 0          | 0    | 0    | MAX   | 0      | 0      | MAX    |

Obs: Itajaí Vôlei (SC) anunciou que não poderá participar deste primeiro torneio em razão a casos positivos de COVID-19 no elenco.

#### 1ª Rodada
| Data   | Hora  |                  | Placar |                       | Set 1 | Set 2 | Set 3 | Set 4 | Set 5 | Total | Relatório |
| ------ | ----- | ---------------- | ------ | --------------------- | ----- | ----- | ----- | ----- | ----- | ----- | --------- |
| 22 fev | 20:00 | Amavôlei Maringá | 1–3    | ' Renata/CC Valinhos' | 28–30 | 23–25 | 25–16 | 19-25 |       | 95–71 | 95–96     |

#### 2ª Rodada
| Data   | Hora  |                    | Placar |                 | Set 1 | Set 2 | Set 3 | Set 4 | Set 5 | Total | Relatório |
| ------ | ----- | ------------------ | ------ | --------------- | ----- | ----- | ----- | ----- | ----- | ----- | --------- |
| 23 fev | 20:00 | Renata/CC Valinhos | 3–0    | FEAC/AFV Franca | 25–18 | 25–18 | 25–12 |       |       | 75–48 | 75–48     |

#### 3ª Rodada
| Data   | Hora  |                  | Placar |                 | Set 1 | Set 2 | Set 3 | Set 4 | Set 5 | Total | Relatório |
| ------ | ----- | ---------------- | ------ | --------------- | ----- | ----- | ----- | ----- | ----- | ----- | --------- |
| 24 fev | 16:00 | Amavôlei Maringá | 3–1    | FEAC/AFV Franca | 21-25 | 27-25 | 27-25 | 25-16 |       | 100–0 | 101-91    |

## Playoffs
|  | Semifinais | Semifinais               | Semifinais         |   |    | Final            | Final | Final |
|  |            |                          |                    |   |    |                  |       |       |
|  | 1A         | Bluvôlei/Furb/SME        | 0                  |   |    |                  |       |       |
|  | 2B         | Amavôlei Maringá         | 3                  |   |    |                  |       |       |
|  |            |                          |                    |   | 2B | Amavôlei Maringá | 3     |       |
|  |            | 1B                       | Renata/CC Valinhos | 2 |    |                  |       |       |
|  | 1B         | Renata/CC Valinhos       | 3                  |   |    |                  |       |       |
|  | 2A         | SESC/Flamengo Rio Sub-21 | 2                  |   |    |                  |       |       |

#### Semifinal
| Data   | Hora  |                    | Placar |                          | Set 1 | Set 2 | Set 3 | Set 4 | Set 5 | Total | Relatório |
| ------ | ----- | ------------------ | ------ | ------------------------ | ----- | ----- | ----- | ----- | ----- | ----- | --------- |
| 25 fev | 14:00 | Bluvôlei/Furb/SME  | 0–3    | ' Amavôlei Maringá'      | 24-26 | 20-25 | 12-25 |       |       | 56–0  | 56-76     |
| 25 fev | 16:00 | Renata/CC Valinhos | 3–2    | SESC/Flamengo Rio Sub-21 | 29-31 | 25-14 | 26-24 | 20-25 | 15-9  | 115–0 | 115-103   |

#### Final
| Data   | Hora  |                  | Placar |                    | Set 1 | Set 2 | Set 3 | Set 4 | Set 5 | Total | Relatório |
| ------ | ----- | ---------------- | ------ | ------------------ | ----- | ----- | ----- | ----- | ----- | ----- | --------- |
| 26 fev | 15:00 | Amavôlei Maringá | 3–2    | Renata/CC Valinhos | 25-14 | 20-25 | 25-19 | 16-25 | 15-13 | 101–0 | 101-96    |

## Classificação Geral
|  |                                         |
|  | Acesso para a Série A 2021/21.          |
|  | Equipes mantidas para a Série B 2022.   |
|  | Equipes rebaixadas para a Série C 2022. |

## Premiações
| Superliga B 2021                    |
| Paraná                              |
| ----------------------------------- |
| Amavôlei Maringá Campeão (1ºtítulo) |